# Olympische Sommerspiele 1924/Schwimmen – 100 m Rücken (Frauen)
Der Schwimmwettkampf über 100 Meter Rücken der Frauen bei den Olympischen Spielen 1924 in Paris wurde vom 19. bis 20. Juli ausgetragen.

## Rekorde
Vor Beginn der Olympischen Spiele waren folgende Rekorde gültig.
| Weltrekord         | 1:22,4 min         | Sybil Bauer        | Miami, Vereinigte Staaten | 6. Januar 1924     |
| Olympischer Rekord | erstmals olympisch | erstmals olympisch | erstmals olympisch        | erstmals olympisch |

Folgende neue Rekorde wurden aufgestellt:
| Olympischer Rekord | 1:24,0 min | Sybil Bauer | Halbfinale 1 |
| Olympischer Rekord | 1:23,2 min | Sybil Bauer | Finale       |

## Ergebnisse

### Halbfinale
19. Juli 1924
Die ersten zwei Athletinnen eines jeden Laufs und die schnellste Dritte qualifizierten sich für das Finale.

#### Halbfinale 1
| Rang | Athlet            | Nation             | Zeit       | Anm.  |
| ---- | ----------------- | ------------------ | ---------- | ----- |
| 1    | Sybil Bauer       | Vereinigte Staaten | 1:24,0 min | Q, OR |
| 2    | Phyllis Harding   | Großbritannien     | 1:29,4 min | Q     |
| 3    | Florence Chambers | Vereinigte Staaten | 1:32,0 min | q     |
| 4    | Ellen King        | Großbritannien     | 1:38,2 min |       |
| 5    | Lucienne Rouet    | Frankreich         | 1:43,8 min |       |

#### Halbfinale 2
| Rang | Athletin          | Nation             | Zeit       | Anm. |
| ---- | ----------------- | ------------------ | ---------- | ---- |
| 1    | Aileen Riggin     | Vereinigte Staaten | 1:29,6 min | Q    |
| 2    | Jarmila Müllerová | Tschechoslowakei   | 1:37,0 min | Q    |
| 3    | Helen Boyle       | Großbritannien     | 1:43,0 min |      |
| 4    | Alice Stoffel     | Frankreich         | 1:44,0 min |      |
| 5    | Renée Brasseur    | Luxemburg          | 1:51,4 min |      |

### Finale
20. Juli 1924
| Rang | Athletin          | Nation             | Zeit       | Anm. |
| ---- | ----------------- | ------------------ | ---------- | ---- |
| 1    | Sybil Bauer       | Vereinigte Staaten | 1:23,2 min | OR   |
| 2    | Phyllis Harding   | Großbritannien     | 1:27,4 min |      |
| 3    | Aileen Riggin     | Vereinigte Staaten | 1:28,2 min |      |
| 4    | Florence Chambers | Vereinigte Staaten | 1:30,8 min |      |
| 5    | Jarmila Müllerová | Tschechoslowakei   | 1:31,2 min |      |